# 窦名望
窦名望（—1659年），一作竇民望。蕲水人（今湖北省黃崗市）。短小精悍，作戰勇猛。

## 生平
初從張獻忠起義，1644年（大西大順元年、明崇禎十七年、清順治元年），隨張獻忠入四川，建立大西國，授指揮一職。1645年12月11日（大西大順二年、明弘光元年、清順治二年），大西軍抗清失利，張獻忠戰死，自此跟從數萬殘軍入雲貴。1659年，跟從晉王李定國設伏雲南磨盤山，以泰安伯竇名望為初伏，广昌侯高文贵为二伏，武靖侯王国玺为三伏，准备清军进入三伏之后全面出击。戰前定國與諸將相約，待清平西王吳三桂全軍進入後，立即首尾相發，全殲清軍。惜明光禄寺少卿卢桂生叛变投敌，盡泄明軍機密，此時三桂先令先鋒一萬二千人後撤，然後向鄰近草叢發炮、搜殺伏兵。無奈之下，首伏竇名望立即改變計劃，嗚炮率軍出擊。天威營總兵高文貴、武靖侯王国玺也一齊全軍並起，與清軍一決死戰。明清雙方短兵相接，混戰整整一天之久。是役清軍傷亡慘重，先上山的萬余名清軍無一生還，並固山额真沙里布，梅勒章京多波罗横（征南将军赵布泰侄子），旗纛章京石汗、巴图鲁毒那、章京拜蔡，甲喇章京了土哈、陈不禄、孙塔，牛禄杜大、巴陵、固山额真祖泽润（祖大寿长子）等十八員將佐以及辅国公干图、镇国公扎喀纳俱行阵亡。而明軍方面，窦名望卻大放異彩，斬敵百餘後，中流矢亡。

## 家族
- 其妹为永历帝竇妃，跟随永历帝至緬甸，死去[3]